# Dique de Ofa
Dique de Ofa (em irlandês: Clawdd Offa; em inglês: Offa's Dyke) é uma grande construção linear de terra que segue aproximadamente a fronteira atual entre a Inglaterra e o País de Gales. A estrutura tem o nome do rei Ofa de Mércia (r. 757–796), que tradicionalmente se acredita ter encomendado sua construção entre 778 e 784, anos nos quais atacou o Reino de Powys.